# Gesellschaftsinseln
Die Gesellschaftsinseln (französisch Îles de la Société oder Archipel de la Société; tahitianisch Tōtaiete mā) sind ein zu Französisch-Polynesien gehörender, aus 14 Inseln bestehender Archipel im südlichen Pazifischen Ozean. Auf ihm lebt mit 242.726 Einwohnern der Großteil der Bevölkerung Französisch-Polynesiens (275.918 Einwohner).

## Geographie

Inoffizielle Flagge der Inseln unter dem Winde

Die Gesellschaftsinseln sind eine tropische Südseeinselgruppe vulkanischen Ursprungs. Sie sind mit 1593 Quadratkilometern Fläche der wirtschaftlich wichtigste der fünf Archipele Französisch-Polynesiens. Höchster Punkt ist der 2241 Meter hohe Mont Orohena auf Tahiti.
Der Archipel wird in zwei Untergruppen gegliedert:
1. in die dem Wind zugewandten (östlichen) Inseln – die Inseln über dem Winde (Französisch Polynesien), frz. Îles du Vent mit 207.333 Einwohnern
2. und in die dem Wind abgewandten (westlichen) Inseln – die Inseln unter dem Winde (Französisch Polynesien), frz. Îles sous le Vent mit 35.393 Einwohnern.

Die Besiedelung der Inseln konzentriert sich auf die Küstenregionen und wird in Richtung des gebirgigen Zentrums der Inseln immer dünner. Auf der Hauptinsel Tahiti (Îles du Vent), auf der 50 % der Einwohner leben, befindet sich auch die Hauptstadt Französisch-Polynesiens, Papeete.

### Liste der einzelnen Inseln

#### Îles du Vent – Inseln über dem Winde

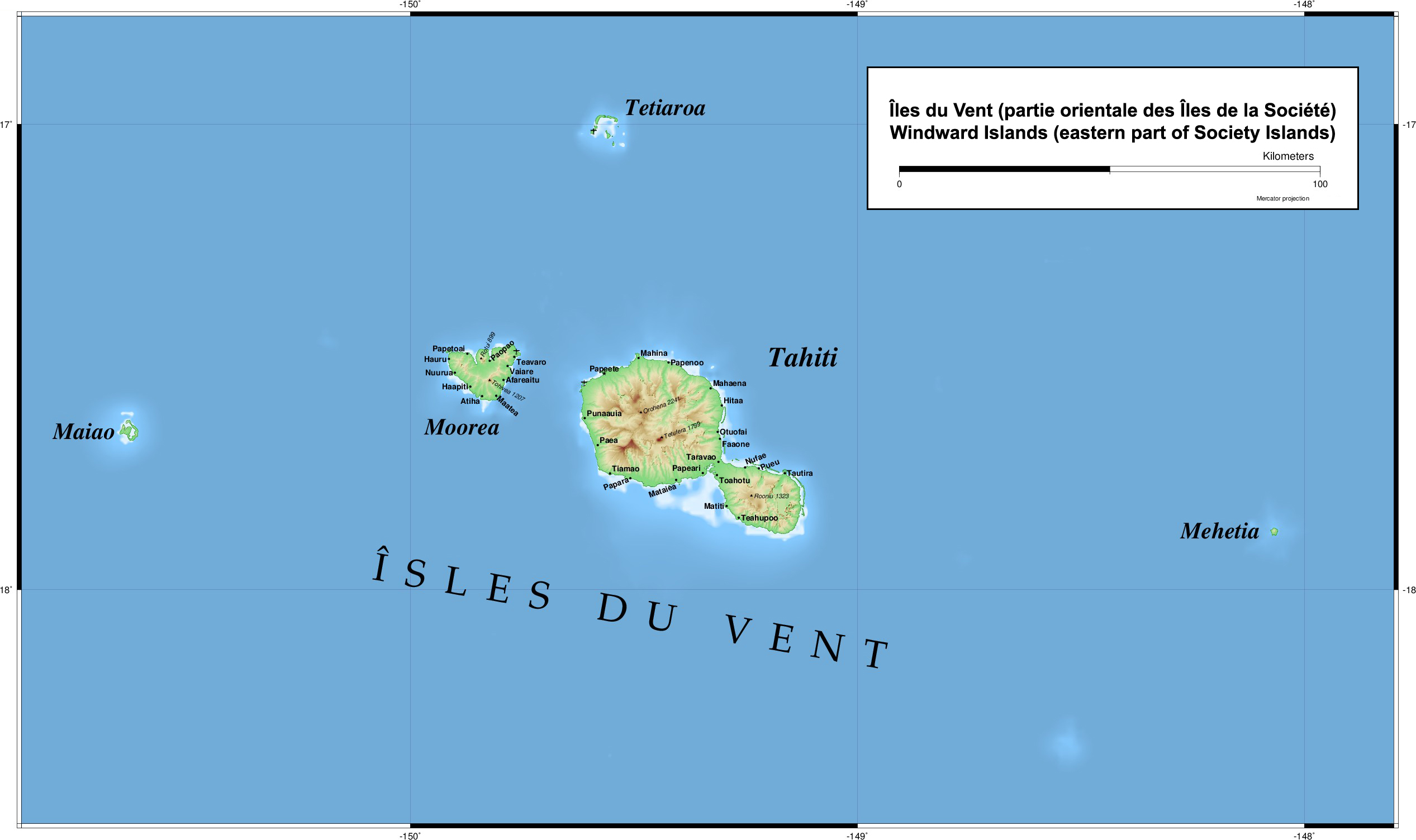
Karte der Inseln über dem Winde

- Tahiti
- Moorea
- Tetiaroa
- Mehetia
- Maiao

#### Îles sous le Vent – Inseln unter dem Winde

Karte der Inseln unter dem Winde

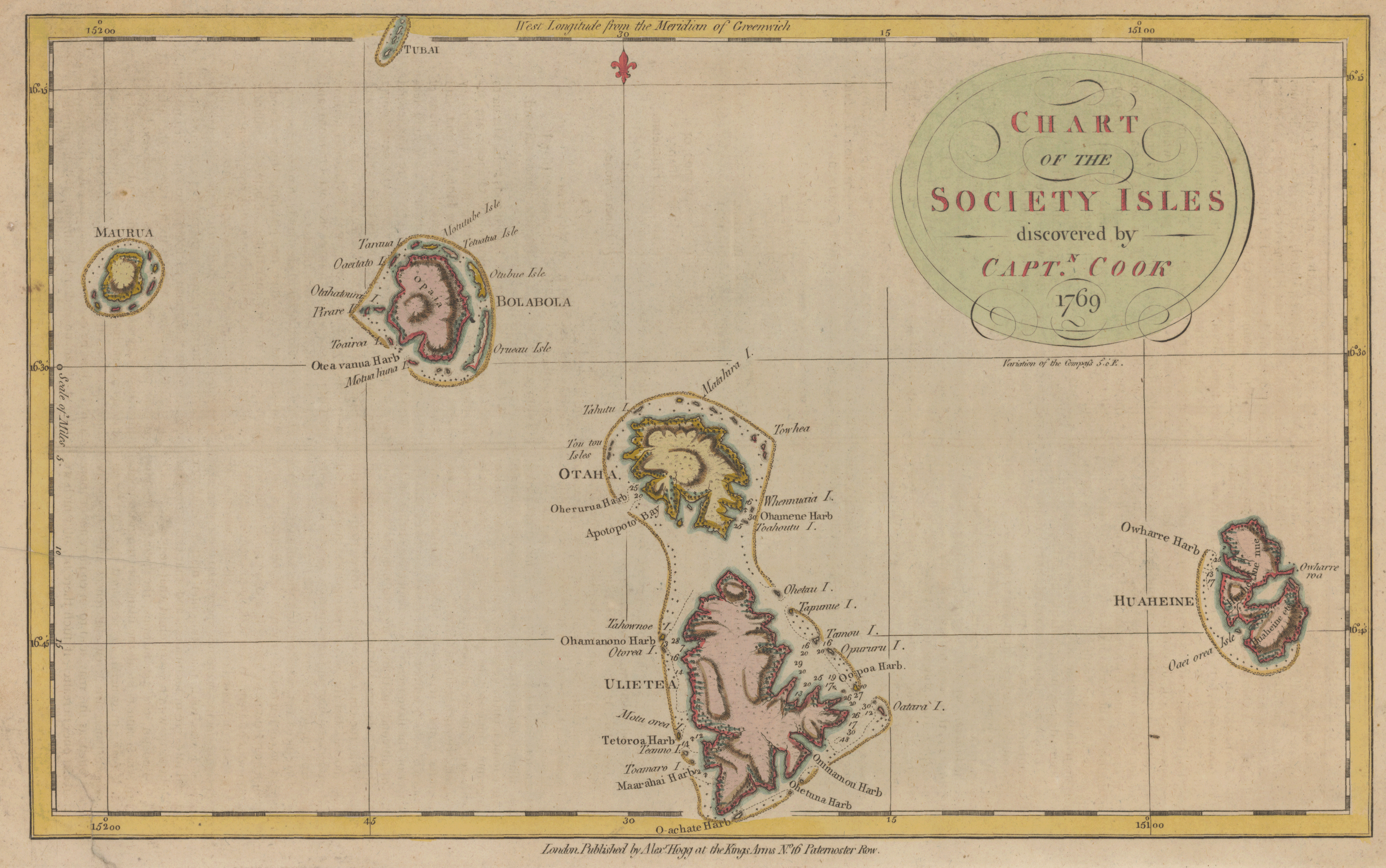
Historische Karte derselben

- Bora Bora
- Huahine
- Maupiti
- Raiatea
- Tahaa
- Tupai
- Manuae
- Maupihaa
- Motu One/Bellingshausen

## Klima
Das Klima auf den Inseln variiert aufgrund deren Ausdehnung zwischen tropisch und randtropisch. Die Hitze und die extrem hohe Luftfeuchtigkeit haben zusammen mit den fruchtbaren vulkanischen Böden auf den Inseln dichte, meistens unzugängliche Regenwälder geschaffen. Man unterscheidet zwei Jahreszeiten: eine heiße Jahreszeit, die von November bis März andauert, und eine kühlere Jahreszeit von April bis Oktober.
| Jan.    | Feb.    | März    | April   | Mai     | Juni    | Juli    | Aug.    | Sept.   | Okt.    | Nov.    | Dez.    |
| ------- | ------- | ------- | ------- | ------- | ------- | ------- | ------- | ------- | ------- | ------- | ------- |
| 27,0 °C | 27,1 °C | 27,4 °C | 27,1 °C | 26,4 °C | 25,2 °C | 24,7 °C | 24,6 °C | 25,0 °C | 25,6 °C | 26,3 °C | 26,6 °C |

## Fauna und Flora

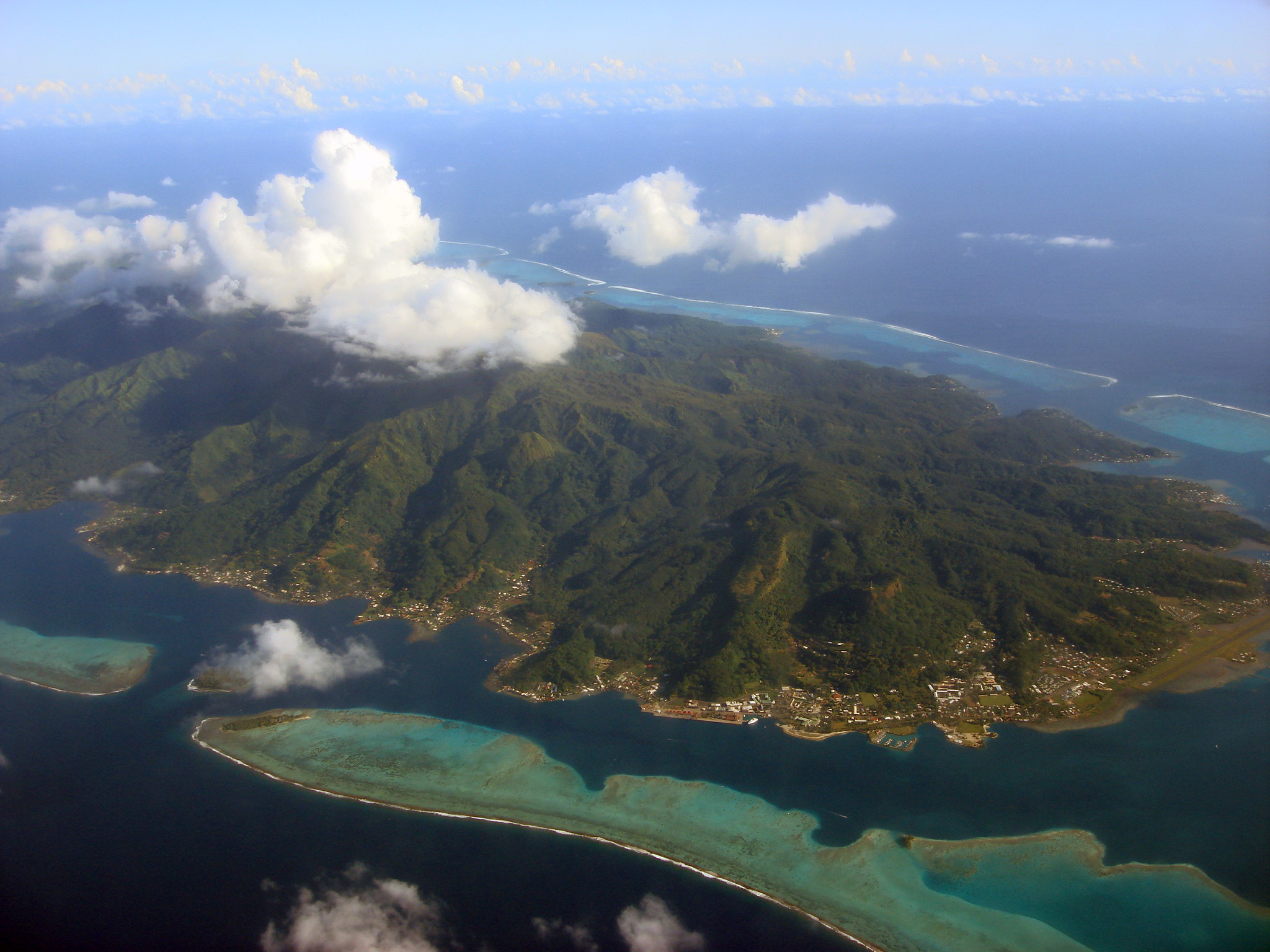
Luftbild der Insel Raiatea

Die tropischen Regenwälder Französisch-Polynesiens beheimaten eine Vielzahl an seltenen Tieren und Pflanzen.
Vor allem für ihre Geruchskulisse sind die Inseln bekannt. Die Tahiti-Tiare (Gardenia tahitensis), die ausschließlich auf den Gesellschaftsinseln blüht, ist eine der geruchsintensivsten Blüten überhaupt und steht bereits unter Schutz.
Die Atolle um die Inseln sind mit zahlreichen Korallen bewuchert, um die sich Schmetterlings- und Clownfische tummeln. Die Mantarochen sind hier ebenfalls ansässig.
Allerdings wurde durch die Atomtests Frankreichs zwischen 1966 und 1968 einiges der Unterwasserwelt Französisch-Polynesiens zerstört.

## Geschichte
Die Aufzeichnungen über die Gesellschaftsinseln begannen, als Ferdinand Magellan 1521 den Tuamotu-Archipel entdeckte.
Im Juni 1767 wurde die Inselgruppe von Samuel Wallis entdeckt und aufgezeichnet. Dieser benannte die Hauptinsel, das heutige Tahiti, nach dem Auftraggeber und Sponsor seiner Weltumsegelung: King George Island. Im April 1768 erreichte Louis Antoine de Bougainville die Gesellschaftsinseln, nicht wissend, dass er auf eine bereits entdeckte Inselgruppe gestoßen war.

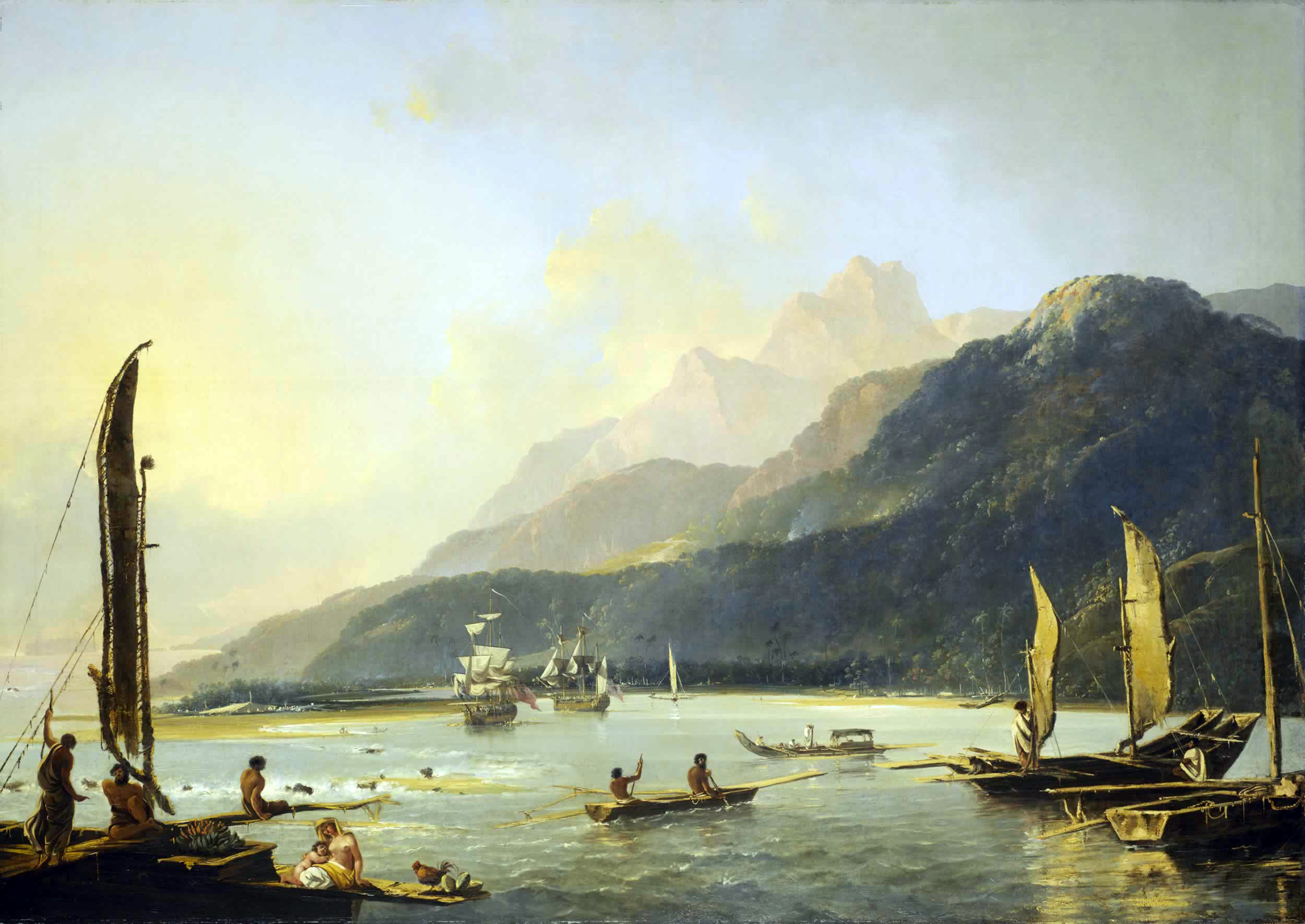
James Cooks Schiffe Resolution und Adventure in der Matavai-Bucht von Tahiti

Zuverlässig kartiert wurden die Inseln 1777 von James Cook.
Im Jahr 1843 begann die Kolonialisierung durch Frankreich, als die Gesellschaftsinseln erst ein französisches Protektorat und im Jahr 1880 eine französische Kolonie wurden.

### Name
Ihren Namen erhielt die Inselgruppe 1769 von James Cook, weil er fand, dass sie wegen ihrer benachbarten Anordnung eine „Gesellschaft“ bilden: "these ... as they lay contigious to one another, I have named Society Isles".